# 青木光一
青木 光一（あおき こういち、1926年〈大正15年〉2月17日 - ）は、日本の歌手。日本歌手協会名誉会長。『柿の木坂の家』など、多くの大ヒットを飛ばし、人気アイドルとして昭和時代中期の日本歌謡界に君臨した。佐賀県唐津市出身。歌手の青木はるみは実妹。元妻は同じく歌手の永田とよ子（3代目天中軒雲月）。

## 経歴
- 幼い頃満州奉天に渡る。
- 1944年、奉天の旧制中学を卒業。奉天中央放送合唱団に入団、コーラスの指導をしていた米山正夫の指導を受ける。
- 1945年、関東軍に入隊、敗戦でシベリアに抑留される。
- 1949年、シベリアから命からがら帰国。
- 1950年、先に帰国していた米山正夫の推薦でコロムビアに入社。同年『きらめくスバル』でレコードデビュー。同年8月大映映画『若い嵐』主題歌『若い嵐』。
- 1953年、『元気でね、左様なら』でブレイク。
- 1955年、『小島通いの郵便船』が大ヒット。
- 1956年、『早く帰ってコ』が大ヒット。
- 1957年、『柿の木坂の家』が空前の大ヒット。同年、『二代目船長さん』でNHK紅白歌合戦に初出場。紅白歌合戦には計3回出場している（詳細は下記参照）。
- 1963年、隣の工場からの延焼で自宅が全焼。
- 1999年、第40回日本レコード大賞功労賞を受賞。
- 2004年、コロムビアミュージックエンタテインメントより『青木光一全曲集』をリリース。
- 2005年8月3日、4人組のコロンビア人による自宅襲撃をうけ、現金5万8000円と46万円相当の腕時計や商品券などを盗まれる（コロンビア人4人は9月14日に逮捕）。
- 2009年9月、妹のはるみが死去[要出典]。
- この他に、1983年に日本歌手協会の理事として就任すると、1985年に常任理事、1995年に理事長、2003年に会長、2007年から2025年現在まで名誉会長に就任している。

## ディスコグラフィー
- 青木光一・織井茂子「花笠音頭」作詞：松平芳樹、作曲：山口保治（日本コロムビア AK279）
- 「月が出ている港町」作詞：野村俊夫、作曲：米山正夫（1952年2月 日本コロムビア A1307）
- 「ザビエルの鐘」作詞：西条八十、作曲：古賀政男（1953年3月20日 日本コロムビア A1633A）
- 「元気でね、左様なら」作詞：野村俊夫、作曲：三界稔（1953年4月15日 日本コロムビア A1644）
- 神楽坂はん子・青木光一「モチのロン／若い時や二度ない」作詞：上山／西條八十、作曲：古賀政男（1953年6月　日本コロムビア A1700）
- 「二十才の青春」作詞：野村俊夫、作曲：古賀政男（1954年1月 日本コロムビア A1830）
- 「月を見ていたら」作詞：野村俊夫、作曲：服部逸郎（1954年2月 日本コロムビア A1827）
- 「月の朝鮮海峡」作詞：西条八十、作曲：古賀政男（1954年3月 日本コロムビア A1858）「李承晩ラインを越える」という内容の歌詞が問題視され「国際親善を害する」として放送禁止になった[1]。片面は永田とよこ歌唱の「対馬の娘」
- 「元気でね、又逢おう」作詞：野村俊夫、作曲：三界稔（1954年3月 日本コロムビア A1859）
- 青木光一・永田とよ子「佐賀音頭」作詞：野村俊夫、作曲：八洲秀章（1954年8月 日本コロムビア A2026）
- 青木光一・野添ひとみ「君に誓いし」作詞：西條八十、作曲：万城目正（1954年9月 日本コロムビア A2106）松竹映画「君に誓いし」主題歌
- 「小島通いの郵便船」作詞：上尾美代志、作曲：平川英夫（1955年3月15日 日本コロムビア A2240）雑誌「平凡」懸賞当選歌謡
- 「港の乾杯」作詞：石本美由起、作曲：平川英夫（1955年12月10日 日本コロムビア A2412B）
- 「月のおけさ節」作詞：石本美由紀、作曲：平川英夫（1956年 日本コロムビア）
- 「都に花の散る夜は」作詞：丘十四夫、作曲：古賀政男（1956年1月 日本コロムビア A2412）
- 「ふるさとの駅」作詞：石本美由起、作曲：平川英夫（1956年5月 日本コロムビア A2504）
- 「早く帰ってコ」作詞：高野公男、作曲：船村徹（1956年8月15日 日本コロムビア A2583A）コロムビアでの船村徹デビュー曲
- 「男の友情」作詞：高野公男、作曲：船村徹（1957年1月 日本コロムビア A2656A）
- 「僕は流しの運転手」作詞：石本美由起、作曲：船村徹（1957年4月15日 日本コロムビア A2731A）
- 「柿の木坂の家」作詞：石本美由紀、作曲：船村徹（1957年9月15日 日本コロムビア A2852A）
- 「緑の地平線」作詞：佐藤惣之助、作曲：古賀政男（1958年 日本コロムビア）
- 「おふくろさんは達者かな」作詞：石本美由紀、作曲：船村徹（1958年1月 日本コロムビア A2906）
- 「ぐみの木峠」作詞：石本美由起、作曲：船村徹（1958年3月15日 日本コロムビア A3034A）
- 「ふるさと列車」作詞：小山敬三、作曲：船村徹（1958年4月 日本コロムビア A2985）
- 「青春パソドブル」作詞：青山七郎、作曲：船村徹（1959年1月15日 日本コロムビア A3138B）
- 「新吾十番勝負」作詞：内山惣十郎、作曲：北村和夫（1959年4月 日本コロムビア SA163）
- 「サーカスの唄」作詞：西条八十、作曲：古賀政男
- 「カチューシャ」

## NHK紅白歌合戦出場歴
| 年度/放送回               | 放送日   | 会場             | 回 | 曲目           | 出演順 | 対戦相手   | 備号 |
| ------------------------- | -------- | ---------------- | -- | -------------- | ------ | ---------- | ---- |
| 1957年（昭和32年）/第8回  | 12月31日 | 東京宝塚劇場     | 初 | 二代目船長さん | 13/25  | 鈴木三重子 |      |
| 1959年（昭和34年）/第10回 | 12月31日 | 東京宝塚劇場     | 2  | 出港前夜       | 08/25  | 松山恵子   |      |
| 1960年（昭和35年）/第11回 | 12月31日 | 日本劇場（日劇） | 3  | オーロラ鴎     | 05/25  | 藤本二三代 |      |

- このうち、第8回と第10回はラジオ中継の音声が現存する。
- 第8回は歌唱中の写真も現存する[2]。
- 第10回は2009年4月29日放送のNHK-FM『今日は一日“戦後歌謡”三昧』の中で、青木の歌の音声も含め全編の音声が再放送された（音声はモノラル）。

## 主なテレビ出演
- BS日本のうた（NHK-BS2、2009年4月5日ほか）
- NHK歌謡コンサート（NHK総合、2009年5月12日、2010年4月20日、2012年6月5日、2013年5月21日）
- 思い出の歌 全58曲 懐かしの昭和メロディ（テレビ東京、2009年8月14日）
- 第42回年忘れにっぽんの歌（テレビ東京、2009年12月31日）
- 金曜バラエティー（NHK総合、2010年9月17日）
- 歌の楽園（テレビ東京、2010年10月17日）
- 第18回家族で選ぶにっぽんの歌（NHK総合、2012年3月20日、収録は同3月1日）
- 木曜8時のコンサート〜名曲!にっぽんの歌〜（テレビ東京、2013年2月7日、2013年8月15日ほか）
- 第45回思い出のメロディー（NHK総合、2013年8月10日、2014年8月9日）
- 懐かしの昭和メロディ（テレビ東京、2013年8月14日）
- 第46回年忘れにっぽんの歌（テレビ東京、2013年12月31日）

## 主な映画出演
- 拾った人生（1952年、新東宝）
- 歌くらべ三羽烏（1955年、日活）
- 港の乾杯　勝利をわが手に（1956年、日活）
- 早く帰ってコ（1957年、東宝）
- 東京だヨ おッ母さん（1957年、東宝）
- 歌くらべ満月城（1963年、松竹）

## その他の出演
- 第37、38回日本歌手協会歌謡祭（ゆうぽうと、2010年10月27日、2011年11月10日）
- 「東日本大震災被災地支援チャリティーライブ VOL1」（古賀政男音楽博物館けやきホール、2011年4月5日）
- 「秋の歌謡フェスティバル」[3]（ゆうぽうと、2012年10月12日）
- 「日本歌手協会創立50周年記念　第40回歌謡祭」[4]（ゆうぽうと、2013年11月21日）
- 「日本歌手協会創立50周年記念　歌謡フェスティバル」[5]（ゆうぽうと、2013年11月22日）

## 主な受賞歴
- 芸能新聞人気投票新人賞（1950年）
- 第40回日本レコード大賞功労賞（1999年）
- 第38回日本作詩大賞特別賞（2005年）

## 関連人物
- 水前寺清子
- 田端義夫
- 並木路子
- 畠山みどり
- 二葉百合子
- はなわ
- 桜一平（現・我修院達也）1968年・前座歌手として起用
- 中越典子
- 塩まさる
- 坂上二郎 付き人